# Телефармација
Телефармација је пружање фармацеутске неге путем телекомуникација пацијентима на локацијама где можда немају директан контакт са фармацеутом. То је пример ширег феномена телемедицине, како се примењује у области фармације. Термин се такође може односити на коришћење видеоконференција у фармацији уедукативне сврхе, као што је пружање услуга образовања, обуке и руковођење фармацеутима и особљем у фармацији на даљину.

## Услуге
Услуге телеапотеке обухватају праћење терапије лековима, саветовање пацијената, претходно одобрење и овлашћење за допуну лекова који се издају на рецепт и праћење усаглашености формулара уз помоћ телеконференција или видео конференција. Даљинско издавање лекова путем аутоматизованих система за паковање и обележавање такође се може сматрати примером телефармације. Услуге телеапотеке могу се пружати у малопродајним апотекама или преко болница, старачких домова или других здравствених установа.

## Предности и недостаци
Примарна привлачност телефармације је њен потенцијал да прошири приступ апотекарској нези у мањим руралним заједницама, од којих неке не могу да издржавају фармацеута са пуним радним временом или не могу лако да регрутују фармацеута да живи у свом региону. Телефармација потенцијално може да пружи пацијентима на удаљеним локацијама приступ професионалној апотекарској нези која се не може добити локално, што може смањити трошкове и побољшати безбедност пацијената кроз боље саветовање пацијената, праћење администрације лекова [2] и праћење усклађености. Подела фармацеута између локација такође може смањити трошкове у постојећим установама, које можда више неће морати да запошљавају фармацеута са пуним радним временом.
Потенцијални трошкови телефармације су углавном исти као они повезани са свим облицима телемедицине: потенцијално смањена људска интеракција између медицинских стручњака и пацијената, повећан ризик од грешке када се медицинске услуге пружају у одсуству регистрованог професионалца,  и повећан ризик да заштићене здравствене информације могу бити угрожене електронским складиштењем и преносом информација. 

## Проблеми и истраживања
Једна забринутост је да ли употреба телефармације утиче на придржавање лекова. Једна ретроспективна кохортна студија која је испитивала евиденцију о издавању у насељу са ниским приходима у Чикагу показала је да је придржавање лекова било ниже међу корисницима телеапотеке него код корисника традиционалних апотека у неким, али не свим испитиваним класама лекова. Потребно је више истраживања да би се видело да ли употреба телеапотека у комбинацији са другим интервенцијама може побољшати придржавање лекова.

## Примена на глобалном нивоу
Примена телефармације варира у зависности од региона и надлежности. Фактори укључујући географију, законе и прописе и економију утичу на његову примену.

### Аустралија
Од 1942. године, Краљевска летећа лекарска служба Аустралије користи неке облике лекова у Аустралији . Медицински сандучићи са лековима и опремом смештени су на удаљеним локацијама где се могу давати пацијентима током телеконсултација. Од 2006. године, око 3.500 сандука је било дистрибуирано широм Аустралије. У једној години у Квинсленду је забележено 21.470 телездравствених консултација , од којих је 13,7% резултирало преписивањем лекова из кутије са лековима. Најчешће коришћени лекови су антибиотици , аналгетици и гастроинтестинални лекови. Овај систем побољшава приступ хитној и рутинској здравственој нези у удаљеним областима Аустралије и смањује потребу за пацијентима да путују да би добили здравствену негу  .
Други облик телефармације у Квинсленду је пружање фармацеутских прегледа у руралним болницама у којима недостају фармацеути са пуним радним временом  . Иако би шира употреба телефармације могла да помогне да се ублажи недостатак фармацеута, Аустралија је заостајала за САД у њеној примени, делом зато што лекари, медицинске сестре и други здравствени радници пружају апотекарске услуге у руралним и удаљеним областима где фармацеути нису доступни  .

### САД
Увођење телефармације у Сједињеним Државама почело је 2000-их. Комбинација фактора, укључујући промене у механизму надокнаде за лекове  и рецесију 2007–2008, довела је до смањења броја независних апотека у руралним подручјима  . Као одговор на потребу за алтернативним начинима за пружање апотекарских услуга у руралним заједницама у којима фармацеут са пуним радним временом није доступан, неколико држава средњег и северозапада са великим руралним подручјима развило је политику и праксу у области телеапотеке.
2001. године, Северна Дакота је постала прва америчка држава која је донела прописе који дозвољавају малопродајним апотекама да раде без присуства физичког фармацеута. Следеће године, државне агенције и грантови су успоставили пројекат Телепхармаци Нортх Дакота, који сада подржава више од педесет удаљених малопродајних и болничких апотека широм Северне Дакоте  . У овом програму, лиценцирани фармацеут у централној канцеларији комуницира са специјалистом у удаљеној апотеци и пацијентима путем видео конференције . Студија програма из 2004. показала је да телефармација пружа исти квалитет апотекарских услуга као и традиционалне услуге  . Студија једног објекта у Северној Дакоти од 2002. до 2004. године открила је да иако је промет залиха лекова био нижи од индустријског просека, удаљене локације су могле да раде профитабилно  . Успех и проширење овог програма постало је модел за програме и законе у другим државама  .
Удружење за здравље у заједници Спокане и Мрежа здравствених центара заједнице Спокане покренули су програм телефармације 2001. Програм обезбеђује даљинску доставу лекова и здравствене консултације пацијентима у шест градских и руралних клиника, са особљем на удаљеним локацијама које је повезано са фармацеутима на централној локацији путем видео конференција . Истраживање је показало да се већина пацијената у удаљеним областима сложила да ће имати потешкоћа да добију лекове без програма  .
Медицински центар Аљаске, болница у Енкориџу на Аљасци , која пружа услуге телездравства домороцима Аљаске , успоставио је програм телеапотеке 2003. године како би побољшао квалитет својих апотекарских услуга у руралним заједницама . Америчко удружење фармацеута доделило је програму награду за изузетно достигнуће у безбедности лекова 2006. године, закључивши да је коришћење телефармације побољшало приступ фармацеутској нези и омогућило фармацеутима да надгледају безбедност лекова и подстичу њихово поштовање, као и да учине апотекарску негу исплативијом]  .
Медицински биро америчке морнарице води велики програм телефармације за лечење услужног особља. Након пилот програма на Морнаричкој клиници Пенсацола на Флориди и Морнаричкој клиници Бремертон у Вашингтону, морнарица га је проширила на више објеката широм света 2010. Овај програм представља највећу имплементацију у телеапотекама до сада  .
У 2011. години, Калифорнија је усвојила Закон о побољшању телездравства како би ажурирала правне дефиниције телездравства, поједноставила процесе одобравања телездравствених услуга и проширила опсег здравствених услуга које се могу пружити путем телездравства. Закон успоставља правни паритет између директног и даљинског пружања апотекарске заштите  . Прва локација за телеапотеку у Ајови отворена је у септембру 2012. након што је добила трогодишњу дозволу од Одбора за фармацију Ајове, што је омогућило објекту да ради без фармацеута на лицу места  .

### Канада
Усвајање телефармације у Канади почело је као одговор на недостатак фармацеута широм земље. Прва канадска телеапотекарска служба основана је у болници Кранбрук у јуну 2003. како би помогла болници у оближњем граду која није могла да запосли фармацеута. Да би задовољио потребе за услугом, фармацеут у болници Кранбрук почео је да користи технологију телеапотеке за праћење фармацеута у другој болници. Слична услуга је касније проширена и на друге мале болнице у покрајини; Такође се користи за осигурање када је једини фармацеут из болнице одсутан због болести или одмора. Машине за даљинско издавање лекова почеле су да раде у Онтарију 2007. Након што пацијент убаци рецепт у машину за издавање, рецепт се скенира и пацијент се преко видео конференције телефоном повезује са фармацеутом. Фармацеут прегледа рецепт, разматра историју лечења пацијента и даје дозволу за издавање лека пацијенту. Машине су се показале успешним, а једна анкета је показала да је 96% пацијената очишћено за мање од пет минута  . Од 2009. године, болница у Онтарију је користила услуге телеапотеке поред задржавања фармацеута у болници; Фармаколог прегледа поруџбине лекова, а фармацеут на лицу места ради са пацијентима и прати безбедност лекова у установи. Дакле, подршка из телефармацетике омогућава специјалисту на лицу места да се фокусира на нијансираније задатке за које је неопходно физичко присуство  .

### Друге земље
Након успеха телефармације у Канади, требало је да се тестирају машине за издавање лекова у неколико болница у Великој Британији 2010. године. 
Америчка фармацеутски сервис 2013. године известио је да се њихове машине за даљинско издавање лекова користе у Бахреину, Белгији, Куби, Енглеској, Немачкој, Гуаму, Италији, Јапану, Шпанији и Венецуели  .
Године 2010. апотеке Маннингс постале су прве у Хонг Конгу које су користиле видео конференцију како би омогућиле пацијентима на продајним местима без интерних фармацеута да се консултују са фармацеутима на другим локацијама  .